# Nesle-Normandeuse
Nesle-Normandeuse is een gemeente in het Franse departement Seine-Maritime (regio Normandië) en telt 576 inwoners (1999). De plaats maakt deel uit van het arrondissement Dieppe.

## Geografie
De oppervlakte van Nesle-Normandeuse bedraagt 9,1 km², de bevolkingsdichtheid is 63,3 inwoners per km².
De onderstaande kaart toont de ligging van Nesle-Normandeuse met de belangrijkste infrastructuur en aangrenzende gemeenten.

## Demografie
Onderstaande figuur toont het verloop van het inwonertal (bron: INSEE-tellingen).